# Malik Bendjelloul
Malik Bendjelloul (Ystad, 14 september 1977 – Stockholm, 13 mei 2014) was een Zweeds regisseur.

## Levensloop en carrière
Bendjelloul werd geboren als zoon van een Algerijnse vader en een Zweedse moeder. Zijn documentaire, Searching for Sugar Man, behaalde een Oscar op de 85ste Oscaruitreiking in 2013.
In 2014 werd hij dood teruggevonden in zijn woning in Stockholm. Bendjelloul leed aan een depressie en maakte zelf een einde aan zijn leven. Hij werd 36 jaar oud.